# Ieras
Ieras (en francés, Hyères) és un municipi occità, situat al departament del Var i a la regió de Provença-Alps-Costa Blava. L'any 1999 tenia 52.500 habitants.
Ieras a vegades rep l'afegiment, a fins publicitaris, de de les Palmeres.

## Demografia
| Evolució de la població |       |       |       |        |       |       |        |       |
| 1793                    | 1800  | 1806  | 1821  | 1831   | 1836  | 1841  | 1846   | 1851  |
| 6.500                   | 6.528 | 6.982 | 7.617 | 10.142 | 8.880 | 9.966 | 10.116 | 9.999 |

| 1856  | 1861   | 1866   | 1872   | 1876   | 1881   | 1886   | 1891   | 1896   |
| ----- | ------ | ------ | ------ | ------ | ------ | ------ | ------ | ------ |
| 9.446 | 10.368 | 10.878 | 11.212 | 12.289 | 13.849 | 13.485 | 14.982 | 17.708 |

| 1901   | 1906   | 1911   | 1921   | 1926   | 1931   | 1936   | 1946   | 1954   |
| ------ | ------ | ------ | ------ | ------ | ------ | ------ | ------ | ------ |
| 17.659 | 17.790 | 21.339 | 17.476 | 19.816 | 22.967 | 26.378 | 23.654 | 29.061 |

| 1962   | 1968   | 1975   | 1982   | 1990   | 1999   | 2006 | 2011 | 2016 |
| ------ | ------ | ------ | ------ | ------ | ------ | ---- | ---- | ---- |
| 28.505 | 34.875 | 36.123 | 38.999 | 48.043 | 51.417 | -    | -    | -    |

| 2019 | - | - | - | - | - | - | - | - |
| ---- | - | - | - | - | - | - | - | - |
| -    | - | - | - | - | - | - | - | - |

## Administració
| Període   | Identitat           | Partit        |
| --------- | ------------------- | ------------- |
| 1968-1969 | Pierre Harlaut      |               |
| 1969-1971 | Jacques Pillement   |               |
| 1971-1977 | Mario Benard        |               |
| 1977-1978 | Jean-Jacques Perron | PS            |
| 1978-1983 | Gaston Biancotto    |               |
| 1983-2008 | Léopold Ritondale   | Divers droite |
| 2008-     | Jacques Politi      | Divers droite |

## Agermanaments
- Rottweil